# (2024) McLaughlin
(2024) McLaughlin es un asteroide perteneciente al cinturón de asteroides descubierto el 23 de octubre de 1952 por el equipo del Indiana Asteroid Program desde el Observatorio Goethe Link de Brooklyn, Estados Unidos.

## Designación y nombre
McLaughlin fue designado inicialmente como 1952 UR.
Más tarde se nombró en honor del astrónomo estadounidense Dean Benjamin McLaughlin (1901-1965).

## Características orbitales
McLaughlin orbita a una distancia media de 2,325 ua del Sol, pudiendo alejarse hasta 2,648 ua y acercarse hasta 2,002 ua. Tiene una excentricidad de 0,139 y una inclinación orbital de 7,312°. Emplea 1295 días en completar una órbita alrededor del Sol.